# Viganò
Viganò (Viganò [viɡaˈno] o [viɡaˈnɔ] in dialetto brianzolo) è un comune italiano di 2 088 abitanti della provincia di Lecco in Lombardia, che sorge nell'area del meratese.

## Storia
Centro probabilmente già abitato in epoca romana, Viganò fu dapprima infeudato dai Sirtori, poi dai Giussani (1645) e infine ai Villata (1768).
Viganò venne aggregato al comune di Barzanò nel 1928, recuperando l'autonomia nel 1953.

### Simboli
Lo stemma e il gonfalone del comune di Viganò sono stati concesso con decreto del presidente della Repubblica dell'8 giugno 1987.
La composizione dello stemma riprende quella della nobile famiglia milanese dei Viganò.
Il gonfalone è un drappo partito di giallo e di azzurro.

## Monumenti e luoghi d'interesse

### Architetture religiose
- Parrocchiale di San Vincenzo[8], rimaneggiata nel corso dei secoli, si presenta con una facciata in stile neoclassico e un campanile a cuspide.[4]

### Architetture civili
- Palazzo Nobili[9]

## Società

### Evoluzione demografica
- 329 nel 1751[senza fonte]
- 396 nel 1771
- 416 nel 1805
- annessione a Sirtori nel 1809[10]
- 830 nel 1853
- annessione a Barzanò nel 1928[11]

Abitanti censiti

### Etnie e minoranze straniere
Al 31 dicembre 2015 gli stranieri residenti nel comune sono 140, ovvero il 6,67% della popolazione. Di seguito sono riportati i gruppi più consistenti.
1. Marocco, 29
2. Albania, 23

## Cultura

### Festa patronale
La patrona di Viganò è santa Apollonia, a cui la prima domenica dopo il 9 febbraio è dedicata una festa caratteristica. Infatti, oltre ai tradizionali mercatini, nel paese si preparano dei particolari ravioli dolci fritti molto conosciuti nella zona, ripieni di cacao, amaretti, cedro, biscotti e latte. Ogni famiglia ha la propria ricetta, tramandata di generazione in generazione. Questi ravioli vengono tradizionalmente offerti ad amici e parenti nei giorni precedenti o successivi alla festa. Durante la festa il paesino ospita bancarelle e mercatini, la mostra "Creatività viganese" nella palestra comunale dove è possibile ammirare esposizioni artistiche come quadri e fotografie realizzate dai viganesi, e per i più piccoli alcune giostre.